# ルーサー・マーティン
ルーサー・マーティン（英: Luther Martin, 1748年2月9日-1826年7月8日）は、アメリカ合衆国の政治家であり、建国の父の一人であるが、アメリカ合衆国憲法が州の権限を侵していると感じたために憲法への署名を拒否した。
フィラデルフィアでの憲法制定会議に出席した多くの代議員と同様に、マーティンはニュージャージー大学（後のプリンストン大学）に入学し、1766年に35人の同級の中で首席で卒業した。マーティンは1748年にニュージャージーのメタチェンで生まれたが、大学の学位を受けた後でノースカロライナに移転しそこで3年間教師をした。次に法律の勉強を始め1771年にバージニアで法廷弁護士として認められた。
マーティンはバイオリンを演奏し、これがその子供時代の唯一最も重要な部分だった。アメリカのイギリスからの独立を早くから提唱した。1771年秋ニュージャージーのサマセット郡で愛国者の委員会委員を務め、12月にはアナポリスで開催されたメリーランド植民地の協議会に出席し、この会議は大陸会議の提言を検討することを要求した。メリーランドは1778年にマーティンを検事総長に任命した。この職にあった時のマーティンは、まだメリーランドの多くの地域で勢力の強かったロイヤリストを活発に告発した。この緊張関係は暴動にも繋がり、幾つかの郡では戦争状態になった。マーティンは検事総長を続けながら、ボルティモア軽装ドラグーンに参加した。1781年7月、その部隊はラファイエット将軍の部隊にバージニアのフレデリックスバーグ近くで合流したが、戦闘に参加することはなく、メリーランドの知事からは反逆罪訴訟を告発させるために呼び戻された。
マーティンは1778年から1805年までメリーランドの検事総長を続けた。1814年から1816年、ボルティモア市のオイアー・アンド・ターミナー裁判所の首席判事を務めた。1818年から1822年、再びメリーランドの検事総長となった。マーティンは1783年のクリスマスの日にマイケル・クレサップの娘マリア・クレサップと結婚した。夫妻の5人の子供の中で、3人の娘が成人した。独立戦争後の法律実務は郡の中でも最大で成功したものの一つになった。1785年、マーティンはメリーランド邦議会によって連合会議の代議員に選出されたが、公的および私的生活で果たす義務が多く、フィラデルフィアまで行けなかった。
1787年にはフィラデルフィアのアメリカ合衆国憲法制定会議の代議員に選出された。6月9日にフィラデルフィアに到着すると会議進行に課された機密保持規則に疑義を表明した。大きな邦が小さな邦を支配するような政府の創出に反対し、一貫して小さな邦の立場を擁護し、ニュージャージー案の策定を助け、バージニア案には反対票を投じた。6月27日、議会の両院で人口に比例した代議員数を提案するバージニア案に反対する演説を3時間以上もおこなった。コネチカット妥協案を策定する委員会に務め、少なくとも1院では各邦に同数の代議員数とする案を支持した。制定会議が閉会になる前に、新しい政府は各邦の政府に対して強い権限を持ち過ぎており、個々人の権利を脅かすことになると確信するようになった。権利章典に対する支持を得ることに失敗し、マーティンともう一人のメリーランド代議員ジョン・フランシス・マーサーは議場から退席した。
1787年のメリーランド議会での演説および多くの新聞記事で、マーティンは提案された新しい政府の形態を攻撃し、1788年に掛けて、憲法の批准に対する戦いを続けた。連邦政府が各邦政府の上位にあることを嘆き、議会で不平等な代議員数となったと考えたことを非難した。マーティンは奴隷を6人所有しており、代議員数を決める時に奴隷の数を含めることに反対し、アメリカ合衆国最高裁判所に判事が居ないことは大いに自由を危険に曝すと信じた。制定会議の席で、特定の邦と個人の強化がしばしば国の繁栄よりも熱心に追求されていると不平を言った。国全体の政府に賛成する人々による「連邦」という言葉の提案もマーティンをいらいらさせた。しかし1791年ごろ、マーティンはトーマス・ジェファーソンへの敵意ゆえに連邦党に転じた。ジェファーソンは1807年にマーティンのことを「連邦のブルドッグ」と呼んだ。
1800年代の初期、マーティンは国中の議論を呼んだ2つの事件で弁護団に入った。最初の事件は1805年の最高裁判所陪席判事で親友でもあるサミュエル・チェイスの弾劾裁判で無罪を勝ち取った。2年後の1807年に、アーロン・バーが反逆罪を問われたときに、バーの弁護団の一人となった。
マーティンはメリーランド州検事総長として記録に残る28年間を務めた後、1805年12月にその職を辞した。1813年、ボルティモア市と郡のオイアー・アンド・ターミナー裁判所の首席判事となった。1818年に再度メリーランド州検事総長に指名され、1819年、画期的な最高裁判決「マカロック対メリーランド州事件」でメリーランド州の立場を擁護した。原告側はダニエル・ウェブスター、ウィリアム・ピンクニーおよびウィリアム・ワートが代表し、これに敗訴したマーティンの運命はその晩年に劇的に傾いていった。深酒、病気および窮乏が全て降りかかった。1819年に襲った麻痺症によって1822年にはメリーランド検事総長の職を辞めざるを得なくなった。1826年、ルーサー・マーティンは78歳でニューヨーク市のアーロン・バーの家で死に、セントジョン教会墓地の碑銘も無い墓に埋葬された。